# Knuthův zápis
Knuthův zápis je způsob zápisu velkých čísel zavedený Donaldem Knuthem v roce 1976. Idea zápisu je, že násobení se může brát jako opakované sčítání, a umocňování jako opakované násobení. Pokračování tímto způsobem spěje k opakovanému umocňování (tetraci) a k dalším operacím.

## Úvod
Základní matematické operace sčítání, násobení a umocňování jsou přirozeně rozšířeny do sekvence hyperoperací následujícím způsobem.
Násobení přirozeným číslem lze definovat jako opakované sčítání
{\displaystyle a\times b=\underbrace {a+a+\dots +a} _{b{\text{ opakování }}a}.}
Příklad:
{\displaystyle 4\times 3=\underbrace {4+4+4} _{3{\text{ opakování }}4}=12}

## Operátor umocňování
Umocňování na přirozený exponent {\displaystyle b} lze definovat jako opakované násobení, což Knuth označil jednou šipkou vzhůru
{\displaystyle a\uparrow b=a^{b}=\underbrace {a\times a\times \dots \times a} _{b{\text{ opakování }}}.}
Tento zápis se běžně užívá k psaní mocnin v některých programovacích jazycích, případně při psaní s omezenou znakovou sadou (např. ASCII, bez možnosti sázet horní indexy) s využitím symbolu stříšky (cicumflexu) a^b.
Příklad:
{\displaystyle 4\uparrow 3=4^{3}=\underbrace {4\times 4\times 4} _{3{\text{ opakování }}4}=64}

## Operátor tetrace
Zobecněním tohoto postupu za operaci umocňování vznikne tetrace, pro kterou zavedl Knuth operátor „dvojité šipky“,
{\displaystyle a\uparrow \uparrow b={\ ^{b}a}=\underbrace {a^{a^{{}^{.\,^{.\,^{.\,^{a}}}}}}} _{b{\text{ opakování }}a}=\underbrace {a\uparrow (a\uparrow (\dots \uparrow a))} _{b{\text{ opakování }}a}.}
Zde je vhodné připomenout, že umocňování je asociativní zprava. Konkrétně to lze ilustrovat např.
{\displaystyle a\uparrow \uparrow 3=a^{a^{a}}=a\uparrow (a\uparrow a)\neq (a\uparrow a)\uparrow a={(a^{a})}^{a}=a^{a\cdot a}=a^{a^{2}}}
pro číslo {\displaystyle a\neq 2}. Stejně tak i další hyperoperace budou (v šipkovém zápisu) asociativní zprava.
Příklady:
{\displaystyle 4\uparrow \uparrow 3={\ ^{3}4}=\underbrace {4^{4^{4}}} _{3{\text{ opakování }}4}=\underbrace {4\uparrow (4\uparrow 4)} _{3{\text{ opakování }}4}=4^{256}\approx 1,3\times 10^{154}}
{\displaystyle 3\uparrow \uparrow 2=3^{3}=27}
{\displaystyle 3\uparrow \uparrow 3=3^{3^{3}}=3^{27}=7\,625\,597\,484\,987}
{\displaystyle 3\uparrow \uparrow 4=3^{3^{3^{3}}}=3^{7\,625\,597\,484\,987}}
{\displaystyle 3\uparrow \uparrow 5=3^{3^{3^{3^{3}}}}=3^{3^{7\,625\,597\,484\,987}}}

## Operátor pentace
Již „dvoušipkový“ operátor vede na velká čísla, ale Knuth notaci rozšířil. Definoval operátor „trojité šipky“ pro opakování operátoru „dvojité šipky“ neboli pentaci,
{\displaystyle a\uparrow \uparrow \uparrow b=\underbrace {{}^{{}^{{}^{{}^{{}^{a}\cdot }\cdot }\cdot }a}a} _{b{\text{ opakování }}a}=\underbrace {a\,\uparrow \uparrow \,(a\,\uparrow \uparrow \,(\dots \,\uparrow \uparrow \,a))} _{b{\text{ opakování }}a}.}
Příklady:
{\displaystyle {\begin{aligned}3\uparrow \uparrow \uparrow 2&=3\uparrow \uparrow 3={}^{3}3=\\&=3\uparrow (3\uparrow 3)=3^{3^{3}}=3^{27}=7\,625\,597\,484\,987\\\end{aligned}}}
Velikost čísel roste opravdu velmi rychle
{\displaystyle {\begin{aligned}3\uparrow \uparrow \uparrow 3&=3\uparrow \uparrow (3\uparrow \uparrow 3)={}^{{}^{3}3}3={}^{7\,625\,597\,484\,987}3=\\&=3\uparrow \uparrow (3\uparrow (3\uparrow 3))=\underbrace {3\uparrow (3\uparrow (\dots \uparrow 3))} _{3\uparrow (3\uparrow 3)=7\,625\,597\,484\,987{\text{ opakování }}3}=\underbrace {3^{3^{\cdot ^{\cdot ^{\cdot ^{3}}}}}} _{3\uparrow (3\uparrow 3){\text{ opakování }}3}\approx \exp _{10}^{7\,625\,597\,484\,987}(1.09902).\end{aligned}}}
Horní index u exponenciální funkce zde neznačí mocninu ale počet složenin, tj. {\displaystyle \exp _{k}^{n}(x)=\exp _{k}(\exp _{k}^{n-1}(x))=k^{\,\exp _{k}^{n-1}(x)}}.
Následující číslo má v klasickém zápisu více než 10102184 číslic
{\displaystyle 5\uparrow \uparrow \uparrow 2=5\uparrow \uparrow 5={^{5}5}=5^{5^{5^{5^{5}}}}=5^{5^{5^{3125}}}\approx 10^{10^{10^{10^{3.33928}}}}=\exp _{10}^{4}(3.33928)}

## Vyšší operátory
Dále operátor „čtyř šipek“,
{\displaystyle a\uparrow \uparrow \uparrow \uparrow b=\underbrace {a\,\uparrow \uparrow \uparrow \,(a\,\uparrow \uparrow \uparrow (\dots \uparrow \uparrow \uparrow \,a))} _{b{\text{ opakování }}a}}
atd. Obecně je „{\displaystyle n}-šipkový operátor“ sekvencí „({\displaystyle n-1})-šipkových operátorů“. S využitím zápisu
{\displaystyle a\uparrow ^{n}b=a\,\underbrace {\uparrow \uparrow \!\!\dots \!\!\uparrow } _{n{\text{ šipek}}}\,b}
vznikne
{\displaystyle a\uparrow ^{n}b=a\,\underbrace {\uparrow \uparrow \!\!\dots \!\!\uparrow } _{n{\text{ šipek}}}\,b\;=\;\underbrace {a\,\underbrace {\uparrow \!\!\dots \!\!\uparrow } _{n-1}\,(a\,\underbrace {\uparrow _{}\!\!\dots \!\!\uparrow } _{n-1}\,(\dots \,\underbrace {\uparrow _{}\!\!\dots \!\!\uparrow } _{n-1}\,a))} _{b{\text{ opakování }}a}\;=\;\underbrace {a\uparrow ^{n-1}(a\uparrow ^{n-1}(\ldots \uparrow ^{n-1}a))} _{b{\text{ opakování }}a}.}

## Základní operace a nevýhody značení
Základní operace lze vyjádřit pomocí Knuthova zápisu následovně:
{\displaystyle {\begin{array}{ll}a\uparrow ^{0}b=a\times b&{\text{ (násobení),}}\\a\uparrow ^{1}b=a^{b}&{\text{ (umocňování),}}\\a\uparrow ^{2}b={}^{b}a&{\text{ (tetrace),}}\\a\uparrow ^{3}b=a\!\uparrow \uparrow \uparrow \!b&{\text{ (pentace),}}\end{array}}}
atd.
Zjevnou nevýhodou je, že pro sčítání by bylo třeba zavést symbol {\displaystyle \uparrow ^{-1}}
(tj. {\displaystyle a\uparrow ^{-1}b=a+b}), který však evokuje inverzní operaci k {\displaystyle \uparrow }.
S tím souvisí i posunutí názvosloví vzhledem k počtu
šipek použitých k označení operátoru
(tetrace, pentace, tedy čtvrtá, resp. pátá operace jsou značeny pomocí dvou, případně tří šipek).

## Teoretická programátorská implementace Knuthova zápisu v jazyceJavaScript
```
// non-negative integers only

function
 
Knuth
(
left
,
 
arrowCount
,
 
right
)
 
{

    
if
 
(
arrowCount
 
<=
 
0
)

        
return
 
left
 
*
 
right
;

    
if
 
(
right
 
<=
 
0
)

        
return
 
1
;

    
arrowCount
--
;

    
right
--
;

    
var
 
result
 
=
 
left
;

    
for
 
(
var
 
i
 
=
 
0
;
 
i
 
<
 
right
;
 
i
++
)

        
result
 
=
 
Knuth
(
left
,
 
arrowCount
,
 
result
);

    
return
 
result
;

}

```